# Конгильио (национальный парк)
Конгильио — Лос-Парагуас — национальный парк Чили. Расположен на юге Анд, вместе с лесным резерватом Альто Био-био составляет биосферный резерват Араукариас.

## Физико-географическая характеристика

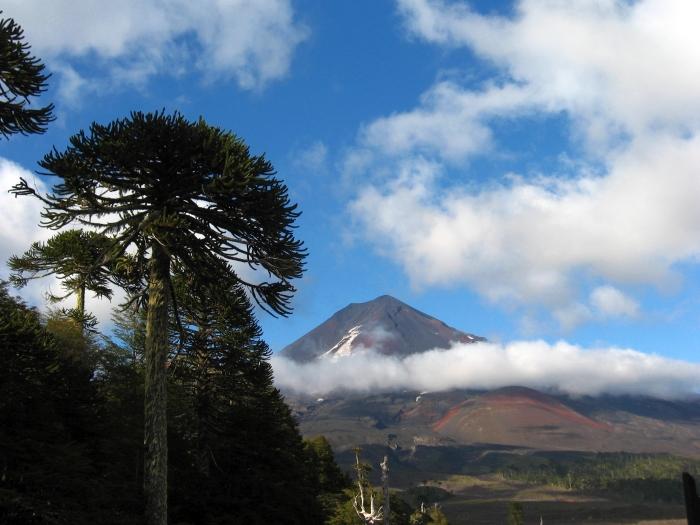
Вулкан Льяйма на территории резервата после извержения 2008 года

Национальный парк находится в регионе Араукания на территории провинций Мальеко (провинция) и Каутин (провинция), коммуны Куракаутин, Лонкимай и Вилькун, Кунко, Мелипеуко, соответственно. Площадь парка составляет 608,33 км², он находится в ядре биосферного резервата Араукариас. По данным protectedplanet — 542,47 км².
Парк расположен в 91,96 милях от Темуко. До парка можно добраться по трассе Темуко — Кунко — Мелипеуко с юга, и Виктория — Куракаутин — с севера, с запада — Темуко — Cajón — Вилькун — Cherquenco — Sector Los Paraguas. Часть трасс доступна только в летний период, с ноября по март.
Вулкан Льяйма, расположенный неподалёку оказывает влияние на рельеф региона, заставляя реки менять направления, и создавая многочисленные озёра, лагуны и дамбы, в частности озеро Конгильио, лагуны Captrén, Verde и Arcoiris. Вулкан сформировался в четвертичный период, став активным с плейстоцена, в период с 1852 года извергался около 40 раз.

## Флора и фауна
Для национального парка характерны леса араукарии (Araucaria araucana), а также смешанные леса с карликовым нотофагусом (Nothofagus pumilio), коиуэ (Nothofagus dombeyi), Ньире (Nothofagus Antartica). Также распространены (Prumnopitys andina) и австроцедрус (Austrocedrus chilensis). Особое внимание уделяется араукарии. Леса араукарии являются природным памятником в Чили. Растение также носят названия Monkey Puzzle, или чилийская сосна. Характерные кроны, которые носят также название Лос-Парагуас, формируются только у деревьев, возраст которых старше пятисот лет.
По данным 2008 года на территории национального парка обитали такие виды птиц как чилийский голубь (Patagioenas araucana), длинноклювый изумрудный попугай (Enicognathus leptorhynchus), черногорлый хьют-хьют (Pteroptochos tarnii), зарянковый тапаколо (Scelorchilus rubecula), краснобокий тапаколо (Eugralla paradoxa).

## Взаимодействие с человеком
На территории парка расположено несколько пешеходных маршрутов и информационных центров, проводятся экскурсии. Также разрешено катание на лыжах и плавание. Около 25 тысяч местных и 1700 международных туристов посещают парк ежегодно.
Национальный парк был создан указом министерства земель и оседлости 26 мая 1950 года, по данным protectedplanet — в 1970 году. С 1983 года в составе биосферного резервата Араукариас входит во всемирную сеть биосферных резерватов.